# 서부의 사나이 (1958년 영화)
서부의 사나이(Man Of The West)는 미국에서 제작된 안소니 만 감독의 1958년 서부, 멜로/로맨스 영화이다. 게리 쿠퍼 등이 주연으로 출연하였고 월터 미리쉬 등이 제작에 참여하였다.
이 영화는 1958년 10월 1일에 초연되었다.

## 줄거리
서부극 영화 '서부의 사나이'는 마을 기금으로 학교 선생님을 고용하려던 링크 존스가 기차 여행 중 강도 사건에 휘말리면서 시작된다. 기차 강도들의 습격으로 돈을 빼앗기고, 함께 있던 샐과 빌리와 함께 황량한 땅에 남겨진 링크는 오래전 자신이 살던 농가로 향한다. 그곳에서 그는 자신의 과거를 알고 있는 악명 높은 삼촌 독 토빈과 그의 일당을 만난다. 
링크는 과거를 버리고 새로운 삶을 살려 했지만, 어쩔 수 없이 삼촌 일당에 합류하게 되고, 그의 일당은 링크의 과거와 엮인 범죄를 계획한다. 링크는 동료들과 함께 강도짓에 동참하라는 강요를 받지만, 점점 더 폭력적인 상황에 놓이게 되면서 자신의 정체성과 과거의 그림자로부터 벗어나려 한다. 여행 중 링크는 동료들과 여러 갈등을 겪게 되고, 특히 빌리와 묘한 감정을 느끼지만 자신의 가족에게 돌아가야 한다는 책임감에 괴로워한다. 
결국 링크는 토빈 일당과 함께 간 마을에서 그들을 배신하고 총격전을 벌여 과거 일당들을 모두 죽인다. 그 과정에서 링크는 자신의 과거를 되돌아보며 큰 내적 갈등을 겪고, 자신의 폭력적인 본성과 싸우게 된다. 또한 빌리가 삼촌 일당에게 폭행당하는 것을 보고 복수를 다짐한다. 마지막 결투에서 그는 자신의 과거를 상징하는 삼촌을 죽이고 마을 기금을 되찾는다. 
결국 링크는 다시 새로운 삶을 살아가기로 결심하지만 빌리와는 이루어질 수 없는 사랑을 깨닫고 각자의 길을 간다. 이 영화는 폭력과 죄책감, 그리고 구원을 다루면서 서부극의 어두운 면모를 깊이 있게 탐구한다.

## 출연

### 주연
- 게리 쿠퍼

### 조연
- 줄리 런던
- 리J.콥
- 아서 오코넬
- 잭 로드
- 존 데너
- 로얄 다노
- 로버트 J. 윌크

## 제작진
- 의상: 이본느 우드

## 한국판 성우진 (MBC, 1990년 2월 4일)
- 황일청 - 링크 (게리 쿠퍼)
- 최병학
- 박태호
- 이성
- 탁재인
- 권혁수
- 이종오
- 최상기
- 최성우
- 이윤연
- 황윤걸